# Surtees TS9
La Surtees TS9 è una vettura di Formula 1 che venne utilizzata dalla scuderia inglese nella stagione 1971. 

## Descrizione
Progettata da John Surtees e Peter Connew veniva spinta dal motore Ford Cosworth DFV, montato su una monoscocca di alluminio, dotata di cambio Hewland FGA400 e pneumatici Firestone. 
Esordì nel Gran Premio del Sud Africa con un sesto posto in griglia, guidata dallo stesso Surtees.
Il suo miglior risultato fu il quarto posto ottenuto da Mike Hailwood nel Gran Premio d'Italia. Ottenne anche due quinti e due sesti posti (uno a testa con John Surtees e Rolf Stommelen). In 13 gran premi e 25 partenze ottenne 9 punti alla media di 0,36 a partenza. Nel 1972 venne impiegata dal rhodesiano John Love del team privato Gunston nel Gran Premio del Sudafrica.
Colse la vittoria, sempre con Surtees, nella gara non valida per il mondiale corsa a Oulton Park (XVIII International Gold Cup) il 22 agosto 1971. Tra il 1971 e il 1973 ottenne, sempre in gare fuori campionato, due secondi posti e 7 terzi.

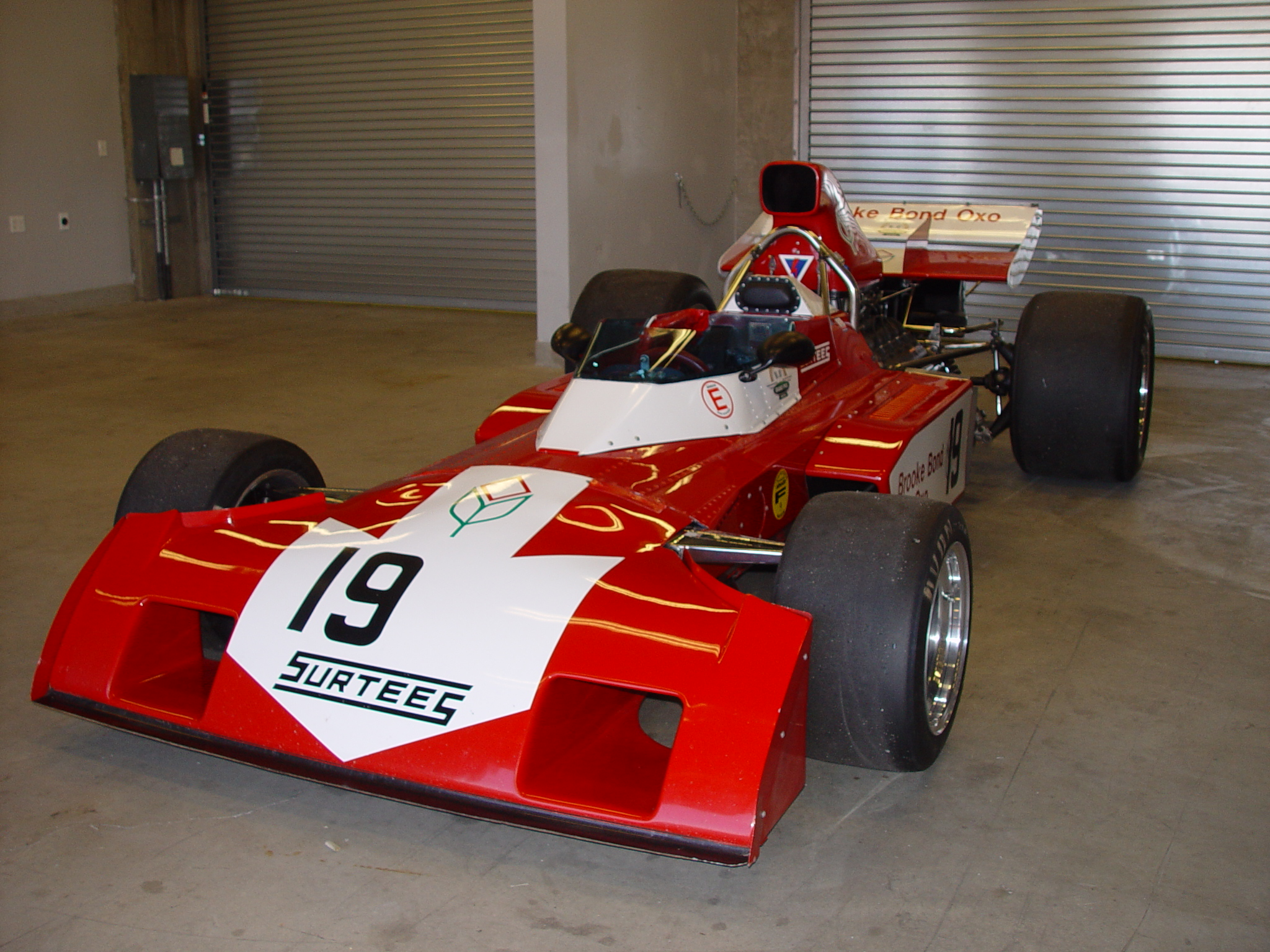
TS9B

## Versione TS9B
Dal 1972 venne evoluta nella versione "B" con diversa forma aerodinamica e i radiatori portati dal muso alle fiancate. Corse 14 Gran Premi e fece segnare come miglior risultato il secondo posto con Mike Hailwood nel Gran Premio d'Italia, miglior prestazione nel mondiale sia per la scuderia che per il pilota britannico.
Ottenne anche tre quarti (due con Hailwood, uno con Andrea De Adamich), un quinto e un sesto posto. In 14 gran premi e 37 partenze ottenne 18 punti alla media di 0,49 a partenza. Nel 1972 Hailwood ottenne il giro più veloce nel GP del Sud Africa. Nel 1973 venne impiegata nei primi due appuntamenti del mondiale da Luiz Bueno in Brasile e De Adamich in Sudafrica.